# Октябрьский (Томская область)
Октя́брьский — посёлок в Александровском районе Томской области, Россия. Является административным центром и единственным населённым пунктом Октябрьского сельского поселения.

## География
Общая площадь сельского поселения — 791,6 км². К северу и северо-востоку расположено Новоникольское сельское поселение, к югу и юго-востоку — Каргасокский район. На западе поселение граничит с межселенными территориями.
Сам посёлок стоит на берегу Оби.

## Население
| 1970 | 1979 | 1989 | 2002 | 2010 | 2012 | 2013 |
| ---- | ---- | ---- | ---- | ---- | ---- | ---- |
| 327  | ↗437 | ↘423 | ↘302 | ↘194 | →194 | ↘190 |
| 2014 | 2015 | 2016 | 2017 | 2018 | 2019 | 2020 |
| ↘187 | ↘185 | ↘176 | ↘154 | ↘132 | ↘122 | ↘109 |
| 2021 |      |      |      |      |      |      |
| ↗137 |      |      |      |      |      |      |

## Социальная сфера
В посёлке работает фельдшерско-акушерский пункт, действует основная общеобразовательная школа «МКОУ ООШ п. Октябрьский», функционирует культурный центр «Досуг».

## История
В нескольких километрах от нынешнего посёлка Октябрьский до второй половины XX века существовал селькупский посёлок Мурасово (юрты Мурасовы), располагался на 1663–1665 км Оби. Жители – селькупы Мурасовы, Чинаковы. По данным XX в., собранным разными исследователями (Н. В. Лукиной, Э. Г. Беккер), самыми нижними селькупскими юртами на Оби были именно юрты Мурасовы, в XIX в. административно относившиеся к Пирчиной инородческой волости.

## Климат
Климат в Октябрьском холодно-умеренный. В посёлке в течение года выпадает значительное количество осадков, даже во время засушливых месяцев. Согласно классификации климатов Кеппена, этот климат классифицируется как влажный континентальный климат (индекс Dfb). В Октябрьском средняя годовая температура составляет -2.0 °C. Среднегодовая норма осадков — 527 мм.
| Показатель                    | Янв.  | Фев.  | Март | Апр. | Май  | Июнь | Июль | Авг. | Сен. | Окт. | Нояб. | Дек.  | Год  |
| ----------------------------- | ----- | ----- | ---- | ---- | ---- | ---- | ---- | ---- | ---- | ---- | ----- | ----- | ---- |
| Средний суточный максимум, °C | −16,4 | −14,8 | −4,9 | 3,6  | 12,3 | 20,4 | 23,9 | 19,6 | 13,2 | 2,2  | −7,9  | −13,8 | 3,1  |
| Средняя температура, °C       | −21,1 | −20,1 | −11  | −1,9 | 6,5  | 14,5 | 18,1 | 14,2 | 8,3  | −1,2 | −11,9 | −18,4 | −2   |
| Средний суточный минимум, °C  | −25,8 | −25,3 | −17  | −7,4 | 0,8  | 8,7  | 12,3 | 8,8  | 3,5  | −4,6 | −15,9 | −22,9 | −7,1 |
| Норма осадков, мм             | 26    | 19    | 19   | 29   | 47   | 68   | 78   | 77   | 51   | 48   | 37    | 28    | 527  |
| Источник:                     |       |       |      |      |      |      |      |      |      |      |       |       |      |